# Роман Аргир (X век)
Роман Аргир ( на гръцки: Ῥωμανός Ἀργυρός ) е византийски аристократ от първите десетилетия на X век, зет на император Роман I Лакапин.

## Живот
Той е син на изтъкнатия генерал Лъв Аргир и има поне един брат, Мариан Аргир, който също е заемал високи военни постове. Жан-Франсоа Вание предполага, че Роман Аргир трябва да е роден около 905 г. и най-вероятно е бил връстник на император Константин VII Багренородни.
Роман, от друга страна, е известен главно с това, че се е оженил за Агата, по-малка дъщеря на император Роман I Лакапин (управлявал 919 – 944), която била родена около 908 г. Източниците не са единодушни кога е сключен бракът: историкът от XI век Яхия Антиохийски твърди, че бракът се е състоял преди възшествието на Лакапин на трона, докато хронистът от края X век Теофан Продължител записва, че бракът се е състоял през 921 г. И в двата случая бракът на Аргир и Агата Лакапина педставлява усилие на Роман I Лакапин, едно провинцилно парвеню, да затвърди позицията си, като свърже семейството си с една от най-престижните аристократични фамилии на империята.  След това сродяване Аргирите вече се считат за най-твърдите поддръжници на режима на Лекапин. 
Като зет на Лакапин Роман става и баджанак на Константин VII Порфирогенит, който се жени за по-голямата от дъщерите на Роман Лакапин, Елена Лекапена.
Роман Аргир е праотец на император Роман III Аргир (управлявал 1028 – 1034), който става император, като се жени за императрица Зоя, която в правнучка на Константин VII.  Следователно и Роман III, и Зоя са били потомци на император Роман I Лакапин от двете му дъщери, съответно, Агата и Елена. Жан Франсоа Ваниер приема, че император Роман III Аргир е внук на Роман Аргир и Агата Лакапина от неизвестен по име техен син. Тази близка роднинска връзка обаче създава някои хронологически проблеми – император Роман III Аргир, както се знае, е бил роден през 968 г., а сестра му Пулхерия – малко по-рано от него. За времена, в които встъпването в брак най-често става в ранна юношеска възраст, хронологична разлика от почти 70 години означава прекалено голяма за времето си възрастова разлика между Роман Аргир (роден около 905 г. и женен към 921) и внуците му. Освен това, ако Роман III Аргир е бил внук на Роман и Агата, това по-скоро би създало канонични пречки пред брака му с императрица Зоя, стеснявайки прекалено степента на родство между двамата. От изворите обаче се знае, че въпросът за кръвното родство между Роман III и императрица Зоя наистина е бил отнесен за разглеждане в синода, който не открил канонични пречки пред брака им, тоест, ако решението не е било политически мотивирано, синодът е преценил, че Роман III и Зоя не са по-близки роднини от осма съребрена степен, а това мотивира редакторите на „Prosopographie der mittelbyzantinischen Zeit“ да приемат, че Рома Аргир е прадядо на император Роман III Аргир, а не негов дядо, както смята Ваниер, което освен това решава и проблема със сериозната хронологическа дистанция между двамата.

## Препратки
1. ↑  Cheynet & Vannier 2002, с. 62 – 63.
2. 1 2  Vannier 1975, 8. – Romain Argyros (ca. 905 – after 921).
3. ↑  Runciman 1988, с. 64; Cheynet & Vannier 2003, с. 63 – 64.
4. ↑  Cheynet & Vannier, с. 60 – 61, 62 – 64.
5. ↑  Vannier 1975, 8. – Romain Argyros (ca. 905 – after 921); Cheynet & Vannier 2003, с. 64.
6. ↑  Cheynet & Vannier, с. 68 – 69.
7. ↑  PmbZ , Romanos Argyros (# 26839).